# Port lotniczy Barillas
Port lotniczy Barillas (hiszp.: Aeropuerto Barillas) – jeden z salwadorskich portów lotniczych, znajdujący się w miejscowości Barillas.